# Hitoshi Sakimoto
Hitoshi Sakimoto (崎元 仁?, Sakimoto Hitoshi; Tokyo, 26 febbraio 1969) è un compositore giapponese.
Autore della colonna sonora di Final Fantasy Tactics e Final Fantasy XII, ha composto musiche per oltre 80 videogiochi. Nel 2002 ha fondato l'azienda giapponese Basiscape.

## Biografia
Debutta nel 1988 lavorando per Revolter, pubblicato su NEC PC-8801. Ha collaborato ai videogiochi della serie Ogre Battle, oltre che ai titoli Breath of Fire: Dragon Quarter, Gradius V, Magical Chase, Tekken 6 e Vagrant Story.
Sakimoto è fondatore della Basiscape, per cui ha composto le colonne sonore degli anime Romeo × Juliet, Druaga no tō: the Aegis of Uruk e Kaleido Star.